# The Helldozers
The Helldozers sind eine deutsche Groove-Metal/Southern-Rock-Band aus Köln. Sie wurde 2010 gegründet und veröffentlichte 2013 ihr erstes Studioalbum Hate Sweet Hate.

## Geschichte
Die Band wurde im April 2010 von den Gitarristen Atha Vassiliadis und Philipp Reissfelder (Ex-Up in Hell) sowie dem Sänger Anton „Tony Dozer“ Rynskiy (Ex-RA) gegründet. Nach drei Jahren und zwei Veröffentlichungen (My Anger, EP, 2011 / Revolution, Maxi, 2012) standen 2013 mit Sebastian Kleine Siemer (Schlagzeug) und Ilias Vassiliadis (E-Bass) ein festes Line-Up. Am 1. November 2013 veröffentlichten The Helldozers ihr erstes Album Hate Sweet Hate.
2014 trennten sich The Helldozers von Ilias Vassiliadis, woraufhin Philipp Reissfelder den Bass übernahm. 2015 verließ Sebastian Kleine Siemer die Band, und Athas Vassiliadis damals 14-jähriger Sohn Alex Müller sprang ein. Am 11. November 2016 erschien die LP Carnival. Mit der CD tourte die Band von Nord- und West- bis Süddeutschland unter anderem als Headliner auf der Stage des Trafostation61 Festival, BurningQ Open Air, Cologne Metal Festival, Field Invasion Festival, Hard ’n Heavy’s Summernight, Rock am Reaktor Festival und Kärbholz Heimspiel Festival.

## Diskografie

### EPs
- 2011: My Anger
- 2012: Revolution

### Alben
- 2013: Hate Sweet Hate (RecordJet Distribution)
- 2016: Carnival (RecordJet Distribution)
- 2025: Parasite (RecordJet Distribution)

### Musikvideos
- 2012: Revolution (Live)
- 2017: Burning Like a Flame
- 2017: Dark Water (Live)
- 2019: Who’s the Boss? (Live)
- 2020: My Fuel Is Hate